# Tony Awards 2003
Die Verleihung der 57. Tony Awards 2003 (57th Annual Tony Awards) fand am 8. Juni 2003 in der Radio City Music Hall in New York City statt. Moderator der Veranstaltung war Hugh Jackman, als Laudatoren fungierten Benjamin Bratt, Toni Braxton, Matthew Broderick, Alan Cumming, Edie Falco, Joey Fatone, Laurence Fishburne, Sutton Foster, Danny Glover, Melanie Griffith, Frank Langella, John Leguizamo, John Lithgow, Julianna Margulies, Bebe Neuwirth, Sarah Jessica Parker, Rosie Perez, Lynn Redgrave, Vanessa Redgrave, Christopher Reeve, Ann Reinking, John Spencer, Marisa Tomei, Mike Wallace und Barbara Walters. Ausgezeichnet wurden Theaterstücke und Musicals der Saison 2002/03, die am Broadway ihre Erstaufführung hatten. Die Preisverleihung wurde von Columbia Broadcasting System im Fernsehen übertragen.

## Hintergrund
Die Antoinette Perry Awards for Excellence in Theatre, oder besser bekannt als Tony Awards, werden seit 1947 jährlich in zahlreichen Kategorien für herausragende Leistungen bei Broadway-Produktionen und -Aufführungen der letzten Theatersaison vergeben. Zusätzlich werden verschiedene Sonderpreise, z. B. der Regional Theatre Tony Award, verliehen. Benannt ist die Auszeichnung nach Antoinette Perry. Sie war 1940 Mitbegründerin des wiederbelebten und überarbeiteten American Theatre Wing (ATW). Die Preise wurden nach ihrem Tod im Jahr 1946 vom ATW zu ihrem Gedenken gestiftet und werden bei einer jährlichen Zeremonie in New York City überreicht. 

## Gewinne und Nominierungen

### Theaterstücke
| Kategorie                            | Preisträger       | Theaterstück                                        | Nominierungen |
| Bestes Theaterstück                  | Richard Greenberg | Take Me Out                                         | - Enchanted April – Matthew Barber - Say Goodnight, Gracie – Rupert Holmes - Vincent in Brixton – Nicholas Wright |
| Beste Wiederaufnahme Theaterstück    | Eugene O’Neill    | Long Day’s Journey into Night                       | - A Day in the Death of Joe Egg - Dinner at Eight - Frankie and Johnny in the Clair de Lune |
| Bester Hauptdarsteller Theaterstück  | Brian Dennehy     | Long Day’s Journey into Night als James Tyrone, Sr. | - Brian Bedford in Tartuffe als Orgon - Eddie Izzard in A Day in the Death of Joe Egg als Bri - Paul Newman in Our Town als Stage Manager - Stanley Tucci in Frankie and Johnny in the Clair de Lune als Johnny                                         |
| Beste Hauptdarstellerin Theaterstück | Vanessa Redgrave  | Long Day’s Journey into Night als Mary Tyrone       | - Jayne Atkinson in Enchanted April als Lotty Wilton - Victoria Hamilton in A Day in the Death of Joe Egg als Sheila - Clare Higgins in Vincent in Brixton als Ursula Loyler - Fiona Shaw in Medea als Medea                                            |
| Bester Nebendarsteller Theaterstück  | Denis O’Hare      | Take Me Out als Mason Marzak                        | - Thomas Jefferson Byrd in Ma Rainey’s Black Bottom als Toledo - Philip Seymour Hoffman in Long Day’s Journey into Night als Jamie - Robert Sean Leonard in Long Day’s Journey into Night als Edmund - Daniel Sunjata in Take Me Out als Darren Lemming |
| Beste Nebendarstellerin Theaterstück | Michele Pawk      | Hollywood Arms als Louise                           | - Christine Ebersole in Dinner at Eight als Millicent Jordan - Linda Emond in Life x 3 als Inez - Kathryn Meisle in Tartuffe als Elmire - Marian Seldes in Dinner at Eight als Carlotta Vance                                                           |
| Beste Theaterregie                   | Joe Mantello      | Take Me Out                                         | - Laurence Boswell – A Day in the Death of Joe Egg - Robert Falls – Long Day’s Journey into Night - Deborah Warner – Medea |

### Musicals
| Kategorie                       | Preisträger | Musical                       | Nominierungen |
| Bestes Musical                  | Marc Shaiman (Musik), Scott Whitman und Marc Shaiman (Liedtexte) sowie Mark O’Donnell und Thomas Meehan (Buch) | Hairspray                     | - Amour - A Year with Frog and Toad - Movin’ Out |
| Beste Wiederaufnahme Musical    | Maury Yeston (Musik und Liedtexte) sowie Mario Fratti und Arthur Kopit (Buch)                                  | Nine                          | - Gypsy - La bohème - Man of La Mancha |
| Bester Hauptdarsteller Musical  | Harvey Fierstein                                                                                               | Hairspray als Edna Turnblad   | - Antonio Banderas in Nine als Guido Contini - Malcolm Gets in Amour als Dusoleil - Brian Stokes Mitchell in Man of La Mancha als Don Quixote/Cervantes - John Selya in Movin’ Out als Eddie                       |
| Beste Hauptdarstellerin Musical | Marissa Jaret Winokur                                                                                          | Hairspray als Tracy Turnblad  | - Melissa Errico in Amour als Isabella - Mary Elizabeth Mastrantonio in Man of La Mancha als Aldonza/Dulcinea - Elizabeth Parkinson in Movin’ Out als Brenda - Bernadette Peters in Gypsy als Mama Rose            |
| Bester Nebendarsteller Musical  | Dick Latessa                                                                                                   | Hairspray als Wilbur Turnblad | - Michael Cavanaugh in Movin’ Out als Verschiedene Charaktere - John Dossett in Gypsy als Herbie - Corey Reynolds in Hairspray als Seaweed J. Stubbs - Keith Roberts in Movin’ Out als Tony                        |
| Beste Nebendarstellerin Musical | Jane Krakowski                                                                                                 | Nine als Carla Albanese       | - Tammy Blanchard in Gypsy als Louise - Mary Stuart Masterson in Nine als Luisa Contini - Chita Rivera in Nine als Liliane La Fleur - Ashley Tuttle in Movin’ Out als Judy                                         |
| Bestes Musicallibretto          | Mark O’Donnell und Thomas Meehan                                                                               | Hairspray                     | - Didier van Cauwelaert und Jeremy Sams – Amour - Willie Reale – A Year with Frog and Toad - David Henry Hwang – Flower Drum Song                                                                                  |
| Beste Originalmusik             | Marc Shaiman (Musik) sowie Scott Wittman und Shaiman (Liedtexte)                                               | Hairspray                     | - A Year with Frog and Toad – Robert Reale (Musik) und Willie Reale (Liedtexte) - Amour – Michel Legrand (Musik) sowie Didier van Cauwelaert und Jeremy Sams (Liedtexte) - Urban Cowboy – verschiedene Komponisten |
| Beste Musicalregie              | Jack O’Brien                                                                                                   | Hairspray                     | - David Leveaux – Nine - Baz Luhrmann – La bohème - Twyla Tharp – Movin’ Out |

### Theaterstücke oder Musicals
| Kategorie            | Preisträger | Theaterstück bzw. Musical                   | Nominierungen |
| Bestes Bühnenbild    | Catherine Martin | La bohème                                   | - John Lee Beatty – Dinner at Eight - Santo Loquasto – Long Day’s Journey into Night - David Rockwell – Hairspray |
| Beste Choreographie  | Twyla Tharp | Movin’ Out                                  | - Robert Longbottom – Flower Drum Song - Jerry Mitchell – Hairspray - Melinda Roy – Urban Cowboy |
| Beste Kostüme        | William Ivey Long | Hairspray                                   | - Gregg Barnes – Flower Drum Song - Catherine Martin und Angus Strathie – La bohème - Catherine Zuber – Dinner at Eight |
| Bestes Lichtdesign   | Nigel Levings | La bohème                                   | - Donald Holder – Movin’ Out - Brian MacDevitt – Nine - Kenneth Posner – Hairspray |
| Beste Orchestrierung | Billy Joel und Stuart Malina | Movin’ Out                                  | - Nicholas Kitsopoulos – La bohème - Jonathan Tunick – Nine - Harold Wheeler – Hairspray |
| Bestes Theaterevent  | Russell Simmons, Stan Lathan, Jonathan Reinis, Richard Martini, Larry Magid, Allen Spivak, Kimora Lee Simmons, Jeffrey Chartier, Stacy Carter und Island Def Jam Music Group | Russell Simmons’ Def Poetry Jam on Broadway | - Bill Maher: Victory Begins at Home – Eric Krebs, Jonathan Reinis, CTM Productions, Anne Strickland Squadron, Michael Viner, David Friedson, Adam Friedson, Allen Spivak/Larry Magid und M. Kilburg Reedy - The Play What I Wrote – David Pugh, Joan Cullman, Mike Nichols, Hamilton South, Charles Whitehead und Stuart Thompson - Prune Danish – Jyll Rosenfeld und Jon Stoll |

### Sonderpreise (ohne Wettbewerb)
| Kategorie                             | Preisträger | Grund der Preisverleihung       |
| Regional Theatre Award                | Children’s Theatre Company, Minneapolis, Minnesota |                                 |
| Special Tony Award                    | Cy Feuer | Lifetime Achievement Tony Award |
| Tony Honors for Excellence in Theatre | Das Hauptensemble von La bohème, darunter Mimis Lisa Hopkins, Ekaterina Solovyeva und Wei Huang; Rodolfos David Miller, Jesús Garcia und Alfie Boe; Musettas Jessica Comeau und Chlöe Wright sowie Marcellos Eugene Brancoveanu und Ben Davis |                                 |
| Tony Honors for Excellence in Theatre | Paul Huntley |                                 |
| Tony Honors for Excellence in Theatre | Johnson-Liff Casting Associates |                                 |
| Tony Honors for Excellence in Theatre | The Acting Company |                                 |

## Statistik

### Mehrfache Nominierungen
- 13 Nominierungen: Hairspray
- 10 Nominierungen: Movin’ Out
- 8 Nominierungen: Nine
- 7 Nominierungen: La bohème und Long Day’s Journey into Night
- 5 Nominierungen: Amour und Dinner at Eight
- 4 Nominierungen: A Day in the Death of Joe Egg, Gypsy und Take Me Out
- 3 Nominierungen: Flower Drum Song, Man of La Mancha und A Year with Frog and Toad
- 2 Nominierungen: Enchanted April, Frankie and Johnny in the Clair de Lune, Medea, Tartuffe, Urban Cowboy und Vincent in Brixton

### Mehrfache Gewinne
- 8 Gewinne: Hairspray
- 3 Gewinne: La bohème, Long Day’s Journey into Night und Take Me Out
- 2 Gewinne: Movin’ Out und Nine